# スクアラン
スクアラン（英語: squalane）は、化学式が  ((CH
3)
2CH(CH
2)
3CH(CH
3)(CH
2)
3(CH
2)
3CH(CH
3)(CH
2)
2)
2 の有機化合物である。無色の炭化水素で、スクアレンの水素化誘導体であるが、市販品は天然由来のものである。スクワレンとは対照的に、スクワランは完全に飽和しているため、自動酸化を受けない。低コストかつ、この物理的性質により、化粧品の保湿剤として使われている。

## 生産
スクアレンは伝統的にサメの肝臓から生産されており、1トンのスクアランを作るのに約3,000個必要であった。環境への懸念から、2014年現在はオリーブ油、米、サトウキビなど他の供給源が商業化され業界全体の約40%を占めている。
サトウキビからのスクアラン製造では、遺伝子組み換えSaccharomyces cerevisiaeによるサトウキビ糖の発酵によりファルネセンが作られる。その後、ファルネセンはイソスクアレンに二量体化され、水素化されてスクアランとなる。
オリーブからのスクアラン製造では、スクアレンはグリーンケミストリープロセスによってオリーブオイル残渣から抽出され、水素化されてスクワランとなる。

## 化粧品での利用
スクアランは1950年代に保湿剤として導入された。スクアレンの不飽和型はヒトの皮脂またはサメの肝臓から生産されている。スクアランの急性毒性は低く、ヒトの皮膚刺激性や感作性は高くない。

## その他
スクアレンを水素化しスクアランを合成することは1916年に初めて報告された。